# Ölands runinskrifter 40

Runinskrift Öl 40 är en runsten som står väster om gamla landsvägen i Övra Bägby i Gärdslösa socken på Öland.
Stenens material består av kalksten och den är nästan rektangulär, 218 cm hög, 150 cm bred och 11 cm tjock. Runorna är 14 till 18 cm höga. Här utmed gamla landsvägen finns två runstenar och den andra är Öl 39. De står på varsin tomt, en på vardera sidan om bäcken. Båda återfanns i bron och förutom att ha varit ägobetecknande har de fungerat som vägledande brostenar. Genom namnen på de fyra bröderna kan man dra slutsatsen att Öl 40 är äldre än Öl 39, för på den sistnämnda finns endast sonen Sven kvar. Stenarna restes på sina nuvarande platser 1634. Ristningen på Öl 40 vetter mot sydost och slingan utgör en sluten ring som nedtill är omknuten av en orm. Inskriften ifylldes 1987 och 2004 och den från runor översatta texten lyder enligt nedan:

## Inskriften
Translitterering av runraden:
· kuþbratr auk suain raistu staina þina aftiʀ bruþr sina kuþa asualt auk h...f...
Normalisering till runsvenska:
Guðbrandr ok Svæinn ræistu stæina þenna æftiʀ brøðr sina goða Asvald ok ...
Översättning till nusvenska:
Gudbrand och Sven reste denna sten efter sina goda bröder Asvald och Helge.